# Paliusz

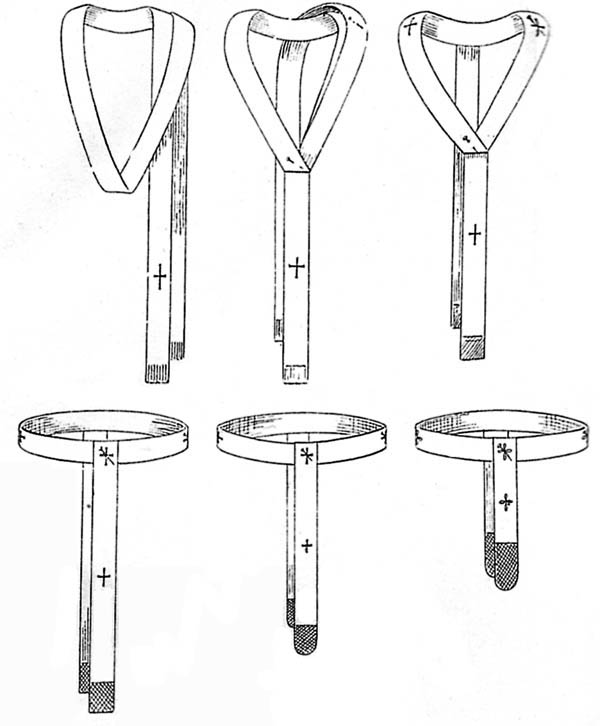
Historyczne kroje paliuszy

Paliusz (łac. pallium, płaszcz) –  element stroju liturgicznego katolickich metropolitów, noszony na ramionach pas z białej wełny.

## Wygląd
Paliusz metropolitalny to biały wełniany pas, połączony ze sobą, zwyczajowo o szerokości kilku centymetrów. Zakładany na ornat na ramiona i opuszczany końcami na piersi i plecy. Ozdobiony jest wyszytymi sześcioma czarnymi równoramiennymi krzyżami, zakończony czarnymi, jedwabnymi fragmentami. Noszony jest wyłącznie jako element stroju liturgicznego, mający podkreślić funkcję i władzę metropolity w zgromadzeniu oraz jego łączność ze Stolicą Apostolską. Posiadanie paliusza przez metropolitów wymagane jest Kodeksem prawa kanonicznego (kan. 437 oraz adekwatnym kan. 156 KKKW).
Zgodnie z tradycją paliusz tkany jest z wełny dwóch owiec, błogosławionych przez papieża we wspomnienie św. Agnieszki 21 stycznia. Następnie z ich wełny zakonnice wyrabiają paliusze, które są przechowywane w szkatule na grobie św. Piotra w Watykanie. Zakładane są przez papieża nowym arcybiskupom metropolitom, najczęściej w uroczystość św. Apostołów Piotra i Pawła 29 czerwca, jako znak łączności z Biskupem Rzymu. Paliusz symbolizuje owcę, którą na ramionach niesie Dobry Pasterz.
Metropolici katolickich Kościołów wschodnich używają jednak paliusza związanego z antyczną tradycją bizantyjską. Jest on szerszy i dłuższy od używanego na zachodzie, sięgający końców barków i kolan.
W Kościołach prawosławnych podobną do paliusza funkcję pełni omoforion, będący elementem stroju biskupa w niektórych (zwłaszcza bizantyńskich) rytach liturgii wschodniej.

## Historia paliusza
Nadawany od 513 roku. IV Sobór Konstantynopolitański ustalił, że każdy patriarcha ma prawo ustanawiać metropolitów, potwierdzeniem godności których był paliusz. W roku 877 papież Jan VIII zarządził, że metropolici powinni starać się uzyskać u papieża paliusze, w przeciwnym razie stracą prawo do wyświęcania biskupów. Już w IX wieku nadanie paliusza było traktowane przez papiestwo jako delegowanie swojej władzy patriarchalnej w kwestii święceń. Około 1115 roku rzecz ustalił papież Paschalis II, stwierdzając, że dopiero wraz z otrzymaniem paliusza metropolita dostaje władzę wyświęcania biskupów i zwoływania synodów. Znane są przypadki otrzymywania paliusza przez biskupów misyjnych, np. Winfryd Bonifacy czy Brunon z Kwerfurtu. Biskupi ci prowadzili działalność misyjną podporządkowaną bezpośrednio papiestwu i posiadali prawa wyświęcania dalszych biskupów misyjnych, czego symbolem był posiadany paliusz.
Dziś arcybiskupi metropolici noszą paliusze w szczególności podczas uroczystości synodów, wizytacji i święceń. Paliusz nosi się na ornacie. Może go używać tylko metropolita, który otrzymał go od papieża i tylko na terenie swojej metropolii. Graficzne odwzorowanie paliusza widnieje również jako dodatek do herbów metropolitów.
Według tradycji paliusz był nakładany nowym metropolitom przez papieża w uroczystość św. Piotra i Pawła w bazylice św. Piotra. W latach 2015–2024 decyzją papieża Franciszka, paliusz, wręczony arcybiskupowi metropolicie na Watykanie, nakładany był na niego w jego własnej archidiecezji przez nuncjusza apostolskiego. Od 2025 decyzją papieża Leona XIV paliusz ponownie będzie nakładany w uroczystość św. Piotra i Pawła w bazylice św. Piotra.

## Paliusz papieski
Paliusz Piusa XII, jak również jego następców: Jana XXIII, Pawła VI, Jana Pawła I i Jana Pawła II były takie same jak paliusze metropolitów. Jednak Benedykt XVI od dnia inauguracji swojego pontyfikatu do 29 czerwca 2008 (tj. do Uroczystości Świętych Apostołów Piotra i Pawła) używał w liturgii paliusza zbliżonego formą do paliuszy wschodnich. Był zdecydowanie dłuższy i szerszy, miał ok. 4 m długości i ok. 10 cm szerokości, z wyszytymi pięcioma czerwonymi krzyżami symbolizującymi rany Chrystusa. Papież zastąpił go jednak paliuszem o kształcie okręgu z dwiema czarnymi wypustkami, ozdobionego sześcioma czerwonymi krzyżami greckimi, nieco szerszym i dłuższym niż paliusze metropolitów. Papież Franciszek podczas mszy inaugurującej swój pontyfikat również otrzymał paliusz o kształcie okręgu, ozdobionego sześcioma czerwonymi krzyżami greckimi. Od 29 czerwca 2014 (tj. od Uroczystości Świętych Apostołów Piotra i Pawła) zastąpił go paliuszem  identycznym, jaki noszą arcybiskupi metropolici.
Papież Leon XIV podczas mszy inaugurującej swój pontyfikat otrzymał paliusz, jaki noszą arcybiskupi metropolici
Od soboru watykańskiego II dotychczasowy symbol władzy papieża – tiara – zastąpiony został przez paliusz. Z tego powodu paliusz noszony jest przez papieża także poza Rzymem – którego jest bezpośrednim metropolitą. Dla podkreślenia tej symboliki Benedykt XVI usunął ze swojego herbu tiarę i wprowadził do niego mitrę i paliusz.